# Тафт (Луизијана)
Тафт (енгл. Taft) насељено је место без административног статуса у америчкој савезној држави Луизијана.

## Демографија
По попису из 2010. године број становника је 63.
| Група             | 2000.    | 2010.      |
| Белци             | 0 (0,0%) | 61 (96,8%) |
| Афроамериканци    | 0 (0,0%) | 0 (0,0%)   |
| Азијати           | 0 (0,0%) | 0 (0,0%)   |
| Хиспаноамериканци | 0 (0,0%) | 2 (3,2%)   |
| Укупно            | 0        | 63         |